# Nuraghe Tittiriola
Il nuraghe Tittiriola è un sito archeologico situato nel territorio del comune di Bolotana, in provincia di Nuoro.

## Descrizione
Il nuraghe, situato su un pianoro a strapiombo, è di tipo monotorre e venne edificato utilizzando blocchi di basalto di dimensioni medio-grandi. La torre, parzialmente crollata sulla sommità, è a pianta circolare, ha un diametro di circa 14 m e un'altezza di 9,30 m.
La camera centrale è rimasta intatta e sono ancora presenti tre nicchie; l'ingresso alla camera, sormontato da un architrave, è preceduto da un'andito dove sono visibili le scale, non praticabili a causa del crollo, e una nicchia.